# Половинная (приток Камчатки)
Половинная — река на полуострове Камчатка в России.
Длина реки — около 61 км. Площадь водосборного бассейна насчитывает 514 км². Впадает в реку Камчатка слева на расстоянии 196 км от устья.
По данным государственного водного реестра России относится к Анадыро-Колымскому бассейновому округу. Код водного объекта 19070000112120000015998.

## Притоки
- 8 км: Говянка (пр)
- 23 км: река без названия (пр)
- Останцевый (пр)
- Троговый (пр)
- 50 км: Гылгылкин (лв)
- 55 км: Пинапиль (лв)